# Milanovac (Velika)
Milanovac is een plaats in de gemeente Velika in de Kroatische provincie Požega-Slavonië. De plaats telt 51 inwoners (2001).